# Atlamál
Atlamál o Atlamál in grœnlenzku (El canto groenlandés de Atli) es uno de los poemas heroicos de la Edda poética. Relata básicamente la misma historia que Atlakviða pero en mayor extensión y en un estilo diferente. El poema se cree que fue compuesto en Groenlandia, alrededor del siglo XII.

## Sinopsis
Atli trama la muerte de sus cuñados y envía mensajeros a Gunnarr y a Högni, los hijos de Gjúki, con una invitación a su palacio. Guðrún, la hija de Gjúki y esposa de Atli, es conocedora del complot y envía un mensaje en runas a sus hermanos, pero las runas son alteradas por uno de los mensajeros, llamado Vingi. Sin embargo, Kostbera, la esposa de Högni, es capaz de discernir de las runas que algo estaba mal y previene a Högni. Högni ignora sus temores, pero ella insiste en que ha tenido pesadillas que las interpreta como advertencias. Högni se mantiene en su postura y descarta el peligro de los sueños. Glaumvör, la esposa de Gunnarr también había tenido malos sueños y se los explicó a su esposo, pero este también hizo caso omiso a las advertencias. Finalmente Gunnarr admite que sus vidas serán cortas pero le dice a Glaumvör que no puede evitar su destino. Los hermanos se dirigen a lo de Atli con solo tres guardias. Las mujeres siguen a los hermanos hasta un fiordo en donde separan sus caminos. Glaumvör recuerda a Vingi de lo sagrado de una invitación y este jura que no habrá engaños. Kostbera y Högni se despiden, luego los hombres continúan su camino.
Cuando los hermanos y su compañía llegan a lo de Atli, Vingi admite de su traición y es inmediatamente muerto. Atli ataca a los cinco invitados con treinta hombres. La batalla dura horas y Guðrún se une a sus hermanos, arrojando sus joyas. Finalmente los hijos de Gjúki son dominados, luego de haber dado muerte a dieciocho hombres de Atli. Atli intercambia acusaciones con su esposa y ordena la ejecución de Gunnarr y Högni. Högni muere riendo, mientras que Gunnarr muere tocando el arpa con sus pies.
Atli discute con Guðrún y ella le dice que las cosas irán muy mal si él no la mata a ella también. Él intenta consolarla prometiéndole preciosos regalos y ella simula ceder, pidiéndole a Atli un banquete para conmemorar a sus hermanos. Luego Guðrún mata a sus dos hijos y sin que Atli lo sospeche, usa sus cabezas como vasijas para las bebidas y le da de comer sus corazones. Más tarde Guðrún mata a Atli con la ayuda de Hniflungr, hijo de Högni. La parte final del poema consiste en un intercambio de palabras entre Guðrún y Atli. Guðrún recuerda su glorioso pasado cuando salía a realizar pillajes con Sigurðr y sus hermanos. Atli recuerda su propuesta de matrimonio y de como ella nunca estaba conforme con las riquezas que le ofrecía. Al final le pide a Guðrún que le de un entierro honroso y ella acepta. Luego ella intenta suicidarse y fracasa. El poema termina con una nota diciendo que cualquier hombre que tenga hijos como los de Gjúki es afortunado.

## Fecha y origen
Tanto Atlamál como Atlakviða son mencionados como poemas de origen groenlandés en el Codex Regius. La mayoría de los eruditos creen que Atlakviða es más antiguo que la colonia nórdica en Groenlandia y rechazan el origen groenlandés de ese poema. Atlamál, en cambio, se cree que es de una época consistente con la composición en Groenlandia. Además, algunos aspectos del poema corroboran esta afirmación. En particular el siniestro sueño de Kostbera tiene una muy realista descripción de un oso polar. El adusto tono del poema es también consistente con lo que se conoce de los asentamientos nórdicos en Groenlandia. Las relativamente pobres condiciones de los jefes en el poema—en Niflungar, por ejemplo, se mencionan solo 10 criados—han sido consideradas como indicadores de su origen groenlandés.